# Cogna
Cogna est une commune française située dans le département du Jura, dans la région culturelle et historique de Franche-Comté et la région administrative Bourgogne-Franche-Comté.

## Géographie
Située entre Bourg-en-Bresse, Les Rousses et Besançon, à proximité directe de Lons-le-Saunier (préfecture du Jura), Moirans-en-Montagne (capitale du Jouet), Saint-Claude (capitale de la pipe et du diamant), Morez (capitale de la lunetterie), Poligny (capitale du comté), Château-Chalon (capitale du vin jaune), Arbois et Pupillin (capitales du vin de paille), ou encore Oyonnax (capitale du plastique), Cogna se situe en plein cœur de la région des Lacs (Clairvaux-les-Lacs, Chalain, Cascades du Hérisson, Vouglans, etc.).

### Climat
Pour des articles plus généraux, voir Climat de la Bourgogne-Franche-Comté et Climat du département du Jura.
En 2010, le climat de la commune est de type climat de montagne, selon une étude du Centre national de la recherche scientifique s'appuyant sur une série de données couvrant la période 1971-2000. En 2020, Météo-France publie une typologie des climats de la France métropolitaine dans laquelle la commune est dans une zone de transition entre le climat semi-continental et le climat de montagne et est dans la région climatique Jura, caractérisée par une forte pluviométrie en toutes saisons (1 000 à 1 500 mm/an), des hivers rigoureux et un ensoleillement médiocre.
Pour la période 1971-2000, la température annuelle moyenne est de 9,1 °C, avec une amplitude thermique annuelle de 16,5 °C. Le cumul annuel moyen de précipitations est de 1 584 mm, avec 13,6 jours de précipitations en janvier et 9,8 jours en juillet. Pour la période 1991-2020, la température moyenne annuelle observée sur la station météorologique installée sur la commune est de 10,8 °C et le cumul annuel moyen de précipitations est de 1 557,5 mm. 
La température maximale relevée sur cette station est de 39 °C, atteinte le 12 août 2003 ; la température minimale est de −18,5 °C, atteinte le 6 février 2012,,.
| Mois                                  | jan.         | fév.           | mars           | avril         | mai           | juin          | jui.          | août         | sep.          | oct.          | nov.           | déc.         | année      |
| ------------------------------------- | ------------ | -------------- | -------------- | ------------- | ------------- | ------------- | ------------- | ------------ | ------------- | ------------- | -------------- | ------------ | ---------- |
| Température minimale moyenne (°C)     | −1,4         | −1,5           | 1,3            | 4,5           | 8,2           | 11,8          | 13,4          | 13,2         | 10            | 7             | 2,3            | −0,6         | 5,7        |
| Température moyenne (°C)              | 2,3          | 3              | 6,7            | 10,3          | 13,9          | 17,8          | 19,5          | 19,2         | 15,6          | 11,8          | 6,2            | 3            | 10,8       |
| Température maximale moyenne (°C)     | 6            | 7,4            | 12             | 16,2          | 19,5          | 23,8          | 25,6          | 25,2         | 21,3          | 16,6          | 10,2           | 6,6          | 15,9       |
| Record de froid (°C) date du record   | −16 25.01.00 | −18,5 06.02.12 | −16,6 01.03.05 | −6,3 04.04.22 | −2,5 06.05.19 | 0,6 02.06.06  | 4,4 17.07.00  | 4,1 26.08.18 | 0,6 25.09.02  | −6,6 25.10.03 | −11 21.11.1999 | −17 30.12.05 | −18,5 2012 |
| Record de chaleur (°C) date du record | 21 30.01.02  | 21,2 24.02.21  | 24,9 31.03.21  | 27,5 21.04.18 | 31,6 25.05.09 | 36,1 27.06.19 | 38,2 24.07.19 | 39 12.08.03  | 33,1 10.09.23 | 28,5 02.10.23 | 22,8 08.11.15  | 18 31.12.21  | 39 2003    |
| Précipitations (mm)                   | 135,6        | 120,4          | 126,5          | 119,6         | 146,1         | 113           | 109,2         | 126,6        | 111,5         | 143,8         | 151,9          | 153,3        | 1 557,5    |

| Diagramme climatique                                  |              |            |              |              |             |               |               |             |            |              |              |
| J                                                     | F            | M          | A            | M            | J           | J             | A             | S           | O          | N            | D            |
| 6−1,4135,6                                            | 7,4−1,5120,4 | 121,3126,5 | 16,24,5119,6 | 19,58,2146,1 | 23,811,8113 | 25,613,4109,2 | 25,213,2126,6 | 21,310111,5 | 16,67143,8 | 10,22,3151,9 | 6,6−0,6153,3 |
| Moyennes : • Temp. maxi et mini °C • Précipitation mm |              |            |              |              |             |               |               |             |            |              |              |

Les paramètres climatiques de la commune ont été estimés pour le milieu du siècle (2041-2070) selon différents scénarios d'émission de gaz à effet de serre à partir des nouvelles projections climatiques de référence DRIAS-2020. Ils sont consultables sur un site dédié publié par Météo-France en novembre 2022.

## Urbanisme

### Typologie
Au 1er janvier 2024, Cogna est catégorisée bourg rural, selon la nouvelle grille communale de densité à sept niveaux définie par l'Insee en 2022.
Elle est située hors unité urbaine et hors attraction des villes,.

### Occupation des sols
L'occupation des sols de la commune, telle qu'elle ressort de la base de données européenne d’occupation biophysique des sols Corine Land Cover (CLC), est marquée par l'importance des forêts et milieux semi-naturels (51,9 % en 2018), une proportion identique à celle de 1990 (51,9 %). La répartition détaillée en 2018 est la suivante : 
forêts (51,9 %), prairies (43,6 %), zones urbanisées (3,9 %), zones agricoles hétérogènes (0,6 %). L'évolution de l’occupation des sols de la commune et de ses infrastructures peut être observée sur les différentes représentations cartographiques du territoire : la carte de Cassini (XVIIIe siècle), la carte d'état-major (1820-1866) et les cartes ou photos aériennes de l'IGN pour la période actuelle (1950 à aujourd'hui).

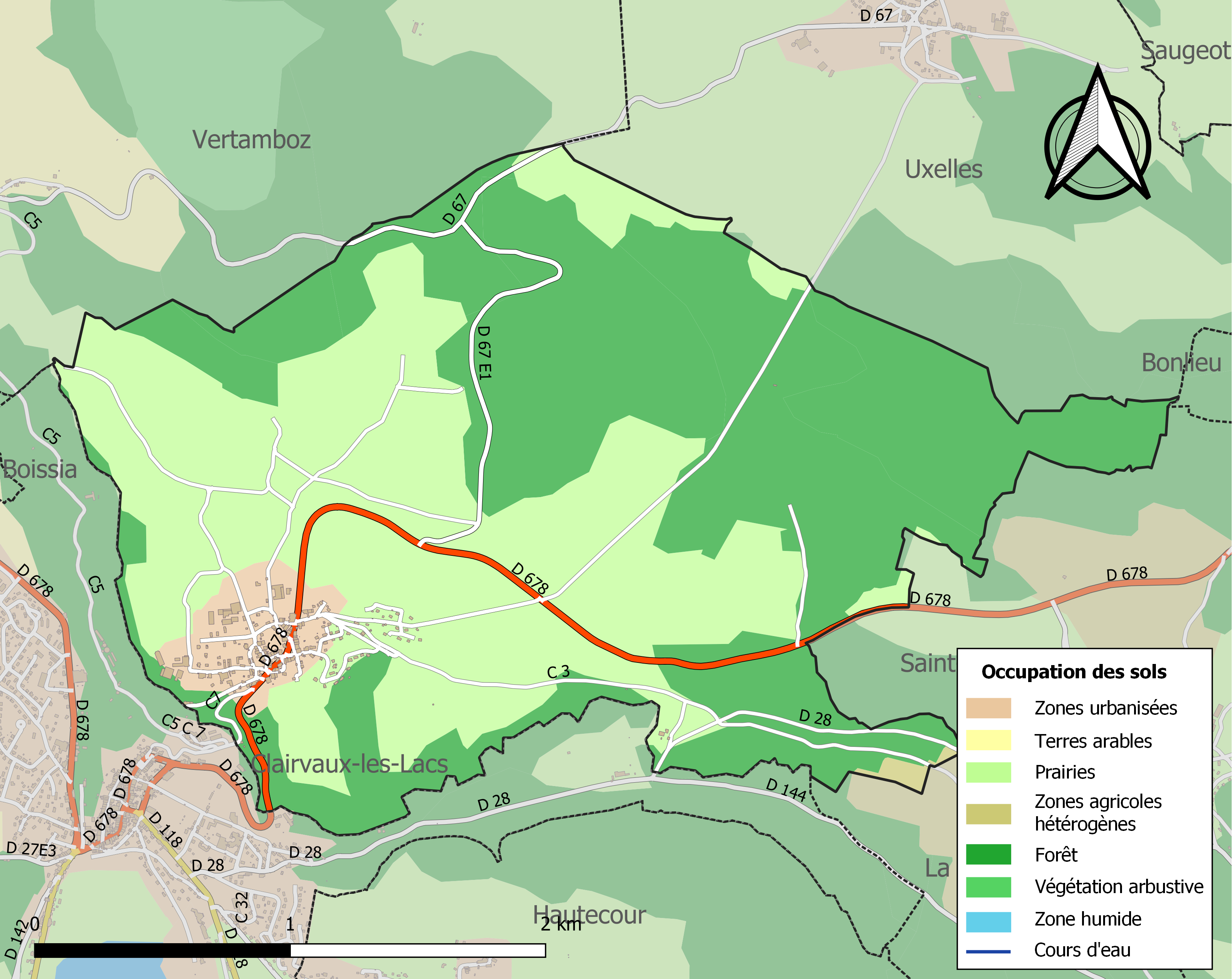
Carte des infrastructures et de l'occupation des sols de la commune en 2018 (CLC).

## Politique et administration
| Période                                  | Période                     | Identité             | Étiquette | Qualité                                                           |
| ---------------------------------------- | --------------------------- | -------------------- | --------- | ----------------------------------------------------------------- |
| Les données manquantes sont à compléter. |                             |                      |           |                                                                   |
| mars 1995                                | En cours (au 30 avril 2014) | Jean-Claude Maillard | DVG       | Retraité de l'enseignement Président de la Communauté de Communes |

## Démographie
L'évolution du nombre d'habitants est connue à travers les recensements de la population effectués dans la commune depuis 1793. Pour les communes de moins de 10 000 habitants, une enquête de recensement portant sur toute la population est réalisée tous les cinq ans, les populations de référence des années intermédiaires étant quant à elles estimées par interpolation ou extrapolation. Pour la commune, le premier recensement exhaustif entrant dans le cadre du nouveau dispositif a été réalisé en 2005.

En 2022, la commune comptait 235 habitants, en évolution de −6,75 % par rapport à 2016 (Jura : −0,81 %, France hors Mayotte : +2,11 %).
| 1793 | 1800 | 1806 | 1821 | 1831 | 1836 | 1841 | 1846 | 1851 |
| ---- | ---- | ---- | ---- | ---- | ---- | ---- | ---- | ---- |
| 347  | 355  | 368  | 379  | 405  | 374  | 349  | 315  | 348  |

| 1856 | 1861 | 1866 | 1872 | 1876 | 1881 | 1886 | 1891 | 1896 |
| ---- | ---- | ---- | ---- | ---- | ---- | ---- | ---- | ---- |
| 352  | 300  | 282  | 259  | 255  | 252  | 251  | 222  | 220  |

| 1901 | 1906 | 1911 | 1921 | 1926 | 1931 | 1936 | 1946 | 1954 |
| ---- | ---- | ---- | ---- | ---- | ---- | ---- | ---- | ---- |
| 242  | 256  | 268  | 234  | 248  | 224  | 204  | 217  | 253  |

| 1962 | 1968 | 1975 | 1982 | 1990 | 1999 | 2005 | 2006 | 2010 |
| ---- | ---- | ---- | ---- | ---- | ---- | ---- | ---- | ---- |
| 201  | 199  | 226  | 216  | 216  | 212  | 234  | 241  | 260  |

| 2015 | 2020 | 2022 | - | - | - | - | - | - |
| ---- | ---- | ---- | - | - | - | - | - | - |
| 253  | 242  | 235  | - | - | - | - | - | - |

## Économie
Axée avant tout sur le travail de la terre, l'économie à l'entrée de la cluse de la Frasnée reste avant tout paysanne. 
Située en plein milieu de la région des lacs (environ 70 lacs alentour), et de la retenue de Vouglans, on y trouve également le travail du bois, avec la tournerie et la boissellerie.

## Culture locale et patrimoine

### Lieux et monuments
Début 2017, la commune est « réputée sans clochers ».
- Roche dite "de Gargantua", sise entre Cogna et Crillat, qu'aurait, selon la légende, fendue Gargantua pour y trouver une source, et gardée par la Vouivre.
- Fontaine, sise au lieu-dit "sous les Banchets", dans laquelle viendrait, selon la légende, se désaltérer chaque soir la Vouivre.